# Yossi Beilin
Yossef Beilin (en hebreu: יוסי ביילין) nascut el 12 de juny de 1948 a Pétah Tiqvà, és un polític israelià. Parlamentari en el Kenésset i exministre de Justícia, és dirigent del partit Nou Moviment - Mérets. El seu nom es troba associat als acords d'Oslo de 1993, a la iniciativa de pau de Ginebra, i al procés de pau palestí-israeliana en general. Té un doctorat en ciències polítiques per la Universitat de Tel-Aviv. Domina l'anglès, el francès i l'àrab.